# علیجانی
علیجانی نام خانوادگی افراد زیر است:
- رضا علیجانی، فعال سیاسی ایرانی
- محسن علیجانی زمانی چهره سیاسی اصلاح‌طلب و نماینده تهران در دهمین دوره مجلس شورای اسلامی
- بهلول علیجانی، جغرافی‌دان ایرانی و استاد دانشگاه خوارزمی
- ندا علیجانی، پزشک ایرانی و استادیار دانشگاه علوم پزشکی تهران